# فيل غرايمز
فيل غرايمز (بالإنجليزية: Phil Grimes)‏ هو لاعب قذف أيرلندي، ولد في 8 مايو 1929 في وترفورد في جمهورية أيرلندا، وتوفي في 8 مايو 1989.